# چارلز رایس
چارلز رایس (انگلیسی: Charles M. Rice؛ زادهٔ ۲۵ اوت ۱۹۵۲) دانشمند در زمینه ویروس‌شناسی اهل ایالات متحده آمریکا است. شهرت او به دلیل کشف ویروس هپاتیت سی است که به خاطر آن در سال ۲۰۲۰ به همراه هاروی آلتر و مایکل هوتون برنده جایزه نوبل فیزیولوژی و پزشکی شد.
وی همچنین برندهٔ جوایزی همچون جایزه پژوهش پزشکی بالینی لسکر-دی‌بیکی و جایزه روبرت کخ شده‌است.